# Грыфице
Грыфи́це (пол. Gryfice), Грайфенберг (нем. Greifenberg) — город в Польше, входит в Западно-Поморское воеводство, Грыфицкий повят. Имеет статус городско-сельской гмины. Занимает площадь 12,00 км². Население — 16 933 человека (на 2013 год).